# To All the Boys: Always and Forever
To All the Boys: Always and Forever é um filme americano de comédia romântica adolescente de 2021, dirigido por Michael Fimognari e estrelado por Lana Condor e Noah Centineo. O filme é baseado no romance de 2017 de Jenny Han, Always and Forever, Lara Jean e é uma sequência de To All the Boys: P.S. I Still Love You (2020), e a terceira e última parcela da série de filmes To All the Boys. Foi lançado em 12 de fevereiro de 2021, pela Netflix.

## Enredo
Lara Jean Covey, acompanhada por suas irmãs Kitty e Margot, seu pai Dan e sua vizinha Trina Rothschild, visita Seul nas férias de primavera. Ela se reconecta com a memória de sua mãe procurando por um cadeado que havia deixado em uma ponte para homenagear seu amor por Dan e, finalmente, consegue ler a mensagem que a acompanha, que diz "pelo resto da minha vida". Voltando para casa, ela menciona para o namorado, Peter Kavinsky, que os dois nunca tiveram um encontro fofo, encontrando a descrença de Peter porque ele lembra muito bem do primeiro encontro deles. Ela espera nervosamente pelo resultado de sua inscrição na Universidade Stanford para que ela possa frequentar a faculdade com Peter. À medida que o relacionamento de Dan com Trina fica mais sério e a família começa a planejar seu casamento, Lara Jean fica desapontada quando é aceita em suas escolas de segurança, a Universidade da Califórnia em Berkeley e a Universidade de Nova Iorque, mas não em Stanford.
Inicialmente inclinado para Berkeley para morar mais perto de Peter, durante uma viagem escolar, ela começa a gostar de Nova York e acaba se decidindo sobre a NYU. Ela explica sua decisão a Peter, mas sua decepção com a decisão dela é palpável, e ele decide terminar com ela na noite do baile para evitar um desgosto iminente nos próximos meses. Respeitando os desejos de Lara Jean, Peter pula o casamento de Dan e Trina; ele também se encontra com seu pai ausente para uma refeição e opta por tentar reconectar-se com ele, apesar dos anos de ausência do mesmo. Após as festividades do casamento, Kitty conspira com Peter para marcar um encontro entre ele e Lara Jean sob a tenda de casamento. Lara Jean encontra uma carta de Peter em seu anuário contendo seu relato escrito de seu primeiro encontro na sexta série e uma proposta de contrato para sempre amar um ao outro, apesar das 3.000 milhas (4.800 km) entre Stanford e NYU. Peter aparece e pede que ela assine, ao que ela concorda com alegria. O filme termina com a reflexão de Lara Jean sobre querer o que tem com Peter, independentemente do que os filmes dizem e do que os estereótipos dizem sobre relacionamentos à distância. Ela continua otimista de que a distância lhes oferecerá a oportunidade de continuar a escrever cartas de amor um para o outro.

## Elenco
- Lana Condor como Lara Jean, uma estudante de segundo grau meio coreana; meio a personagem principal e namorada de Peter
- Noah Centineo como Peter, o namorado de Lara Jean e um popular jogador de lacrosse
- Janel Parrish como Margot, a irmã mais velha e responsável de Lara Jean que vai para a faculdade na Escócia
- Anna Cathcart como Kitty, a irmã caçula brincalhona de Lara Jean que juntou Peter e ela
- John Corbett como Dr. Covey, o pai amável e um tanto protetor de Lara Jean
- Sarayu Blue como Trina Rothschild, a simpática vizinha de Covey que desenvolve um romance com o pai de Lara Jean
- Madeleine Arthur como Christine, prima de Gean e melhor amiga de Lara Jean (que atende por "Chris")
- Ross Butler como Trevor, bom amigo de Peter e Lara Jean e namorado intermitente de Chris
- Emilija Baranac como Genevieve, uma garota bonita e popular que é ex-namorada de Peter e a melhor amiga que virou rival de Lara Jean (que atende por "Gen")
- Trezzo Mahoro como Lucas, o amigo gay e amável de Lara Jean, bem como um de seus antigos interesses amorosos
- Kelcey Mawema como Emily, amiga de Gen
- Sofia Black-D'Elia como Heather
- Henry Thomas como Sr. Kavinsky, pai de Peter

## Produção
Os produtores começaram a trabalhar em Always and Forever enquanto P.S. I Still Love You ainda estava em produção, contratando Katie Lovejoy para escrever o roteiro do terceiro romance de Han e Michael Fimognari para dirigir. As filmagens começaram em Vancouver, Colúmbia Britânica, Canadá em 15 de julho de 2019, dois meses após a produção do segundo filme, embora a produção tenha sido formalmente anunciada apenas em agosto de 2019.

## Trilha sonora
A trilha sonora do filme, intitulada To All the Boys: Always and Forever (Music from the Netflix Film), foi lançada digitalmente em 12 de fevereiro de 2021 pela Capitol Records.

## Lançamento
O filme foi lançado em 12 de fevereiro de 2021. Foi o título mais assistido em seu fim de semana de estreia, e o quarto mais assistido em seu segundo fim de semana. A Netflix informou que o filme foi assistido por 51 milhões de famílias durante o primeiro trimestre.

## Recepção
O site agregador de resenhas Rotten Tomatoes relata que 79% dos 61 críticos deram uma resenha positiva ao filme, com uma avaliação média de 6.5/10. O consenso dos críticos do site diz: "Retornos decrescentes se estabeleceram nesta trilogia, mas To All the Boys: Always and Forever tem o suficiente do charme efervescente do original para servir como uma conclusão digna." De acordo com o Metacritic, que teve 17 críticos e calculou uma pontuação média ponderada de 65 em 100, o filme recebeu "críticas geralmente favoráveis".